# Ангехакотское собрание

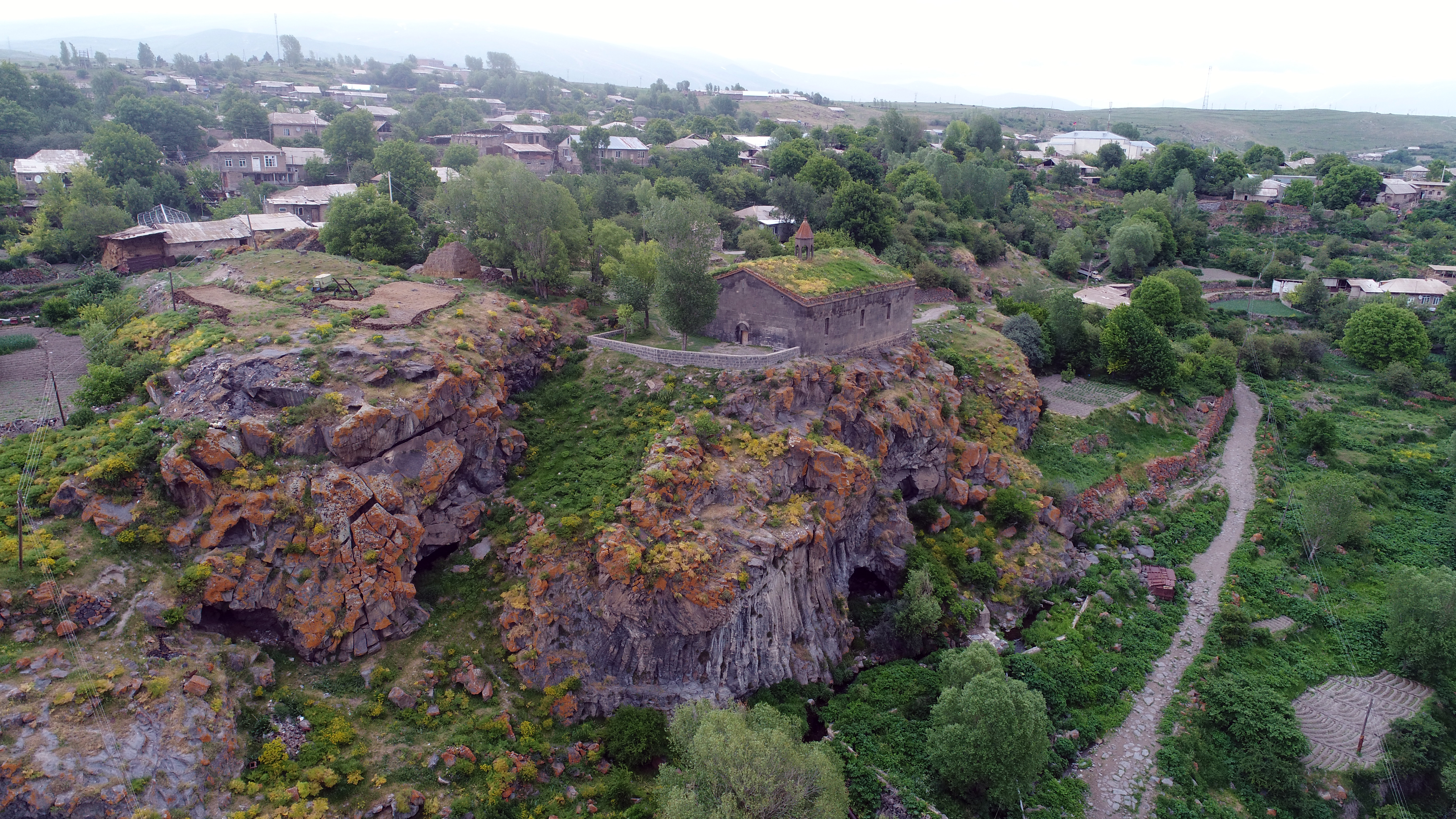
Вид на село Ангехакот

Ангехакотское собрание — тайное собрание армянских князей-меликов в селе Ангехакот (ныне в Сюникской области Армении) в 1699 году. Документом, свидетельствующим об этом, является доклад князя Исраэля Ори от 29 апреля 1699 года Иоганну Вильгельму, курфюрсту Пфальца.

## Предыстория
В 1677 году в Эчмиадзине был созван тайный совет с целью освобождения Восточной Армении от персидского могущества. На собрании было принято решение отправить в Европу делегацию во главе с католикосом Акопом IV Джугаеци, чтобы просить помощи у европейских стран. Исраэль Ори, входивший в состав делегации, совершил путешествие из Константинополя, столицы Османской империи, в Венецию в декабре 1679 года, оттуда в Париж в 1683 году, и в Дюссельдорф в 1690-х годах, где получил военное образование и звание офицера.
В Германии Исраэль Ори обсуждал вопрос освобождения Армении с курфюрстом Пфальца Иоанном Вильгельмом. Тот предложил Исраэлю отправиться в Армению, чтобы ознакомиться с ситуацией на месте. В это же время Иоганн Вильгельм направил письма царю Восточной Грузии (Картли) Георгию XII, армянским меликам и католикосу агванскому католикосу.
Весной 1699 года Исраэль Ори через Османскую империю отправился в Восточную Армению. По пути он посетил Константинополь, там встретился с армянским патриархом, который помог ему благополучно добрался до Карина, а оттуда в Эчмиадзин.
Исраэль Ори, находясь долгое время в Европе, был очень оторван от армянской действительности и не знал о событиях, происходивших в Армении и Закавказье. Доказательством этого был тот факт, что почти все адресаты писем Иоганна Вильгельма, указанные Исраэлем Ори, на момент их написания уже были мертвы. Князь надеялся, что Католикосат Эчмиадзина поддержит его деятельность, но его надежды не оправдались. Отношение католикоса Наапета I было недружественным по отношению к Исраэлю из-за нежелания портить отношения с Персией.
В скором времени Исраэль Ори покинул Эчмиадзин и уехал в Сисианскую область, где встретил своих сестру и братьев, выдававших себя за иноземных путешественников, чтобы избежать преследований со стороны персов. Это событие еще больше убеждило его в том, что персидское иго над Арменией должно исчезнуть.
В Ангехакоте Исраэль встретил мелика Сафраза, которого знал с детства, и рассказал ему о своих беседах с Иоганном Вильгельмом, побуждая того встать на путь освобождения Армении. Они решают пригласить меликов Сюника в Ангехакот для изучения писем пфальцского курфюрста.

## Собрание в Ангехакоте
В апреле 1699 года в Ангехакоте было созвано собрание сюникских меликов, на котором Исраэль Ори представил им письма Иоганна Вильгельма, извещавшие их о том, что Вильгельм согласился помочь армянам освободить Восточную Армению от персидского могущества и послать письменные обращения другим европейским странам, включая Россию.

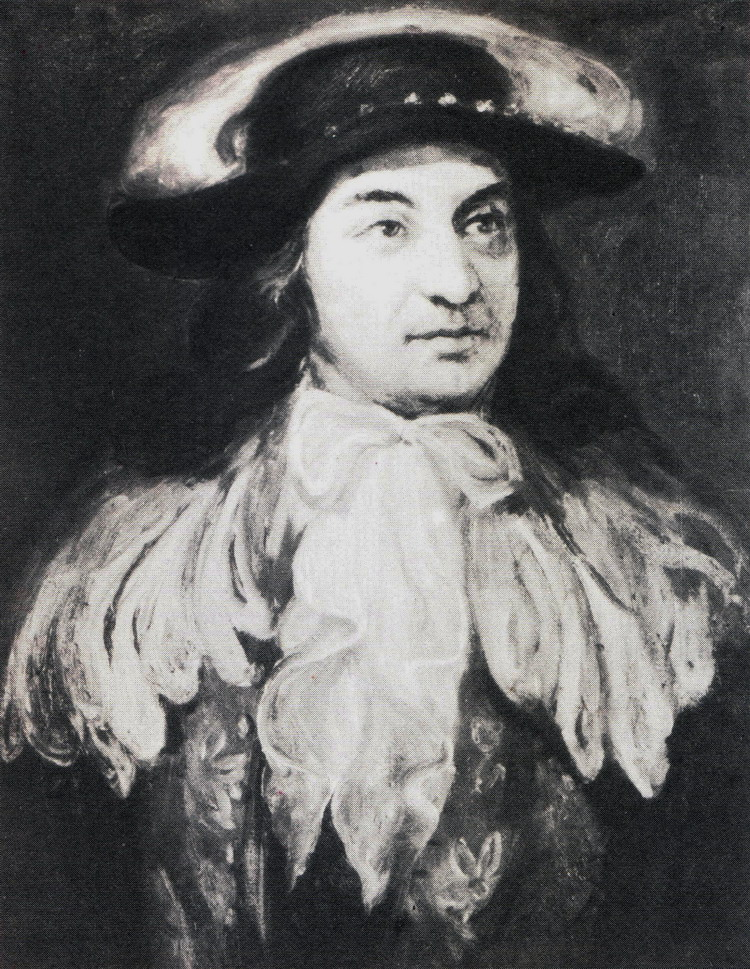
Исраэль Ори

В собрании в Ангехакоте приняли участие 11 князей-меликов Сюника. Обсуждались вопросы, связанные с освобождением Восточной Армении, организацией национального движения, вооружения населения, подготовкой его к борьбе против Персии.
В собрании принимали участие мелики Сюника и Арцаха, а также некоторые представители духовенства. Во время собрания предметом жарких споров на протяжении 20 дней стал вопрос освобождения Восточной Армении от персидского господства. И вновь доминирующей стала идея о том, что армяне не в состоянии выполнить эту историческую сверхзадачу самостоятельно, следовательно должны положиться на вмешательство Папы Римского и помощь какого-нибудь могущественного правителя. На тот момент совет меликства просил о помощи у австрийского императора Леопольда I, Великого герцога Тосканы Козимо III Медичи и у великого князя Иоганна Вильгельма Пфальцского. Как и ожидалось отдельные обращения были направлены Папе Римскому Иннокентию XII, естественно с обещанием о религиозном послушании. Важным являлось в частности обращение к  Иоганну Вильгельму, в котором мелики единогласно заверяли о присуждении ему корону Армении и призывали ускорить прибытие немецких войск в Армению. В своем послании к кюрфюрсту армянские мелики четко обозначили свои действия и роль в будущих антиперсидских военных действиях. Они заверяли, что до прибытия европейских войск в Армению армяне сформируют военные отряды и будут готовиться к вооруженному восстанию.
Кроме вышеназванных прошений, Ангехакотское собрание выдало доверенность, подписанную меликами, Исраэлю Ори, уполномочивающую его писать прошения от имени князей всем, к кому возникнет необходимость. В этой доверенности говорилось о дворянском происхождении Исраэля Ори, указывая его потомком крупной княжеской династии Прошянов. Согласно этому, он был уполномочен вести переговоры от имени армян с европейскими государствами.
Другим качественно новым изменением стало послание Ангехакотского собрания императору России Петру I, которое свидетествует о том, что с его стороны также ожидалась помощь. Несмотря на то, что в тот период позиция России была неопределенной и расплывчатой, важно то, что она постепенно проникала в идеологию армянского освободительного движения.
После встречи в Ангехакоте князь Исраэль Ори с архимандритом Минасом Тиграняном, которого собрание выделило помощником князя, в 1699 году выехал в Европу с дипломатической миссией. Однако никаких результатов дипломатическая миссия не добилась. В результате реализация освобождения Армении была связана исключительно с помощью и при поддержке Российской империи.